# Franz Schuselka
Franz Schuselka (15. srpna 1811 České Budějovice – 1. září 1886 Heiligenkreuz) byl český a rakouský publicista a politik německé národnosti, během revolučního roku 1848 poslanec Říšského sněmu; představitel liberální levice a jeden z předáků německého národního hnutí v českých zemích.

## Biografie
Jeho otec byl dělostřeleckým kaprálem. Franzovou manželkou byla zpěvačka a herečka Ida Schuselka-Brüning. Vychodil základní školu ve Vídni a v roce 1829 absolvoval gymnázium v rodných Budějovicích. Vystudoval pak v roce 1834 právo na Vídeňské univerzitě. Působil jako vychovatel ve Vídni, Praze a opět ve Vídni. Byl praktikantem kriminálního senátu. Od roku 1839 byl publicistou na volné noze, přičemž již předtím od studentských let byl činný jako novinář (psal mj. články do odborných kriminalistických časopisů). Od počátku 40. let se soustřeďoval na politickou publicistiku. V roce 1843 vydal brožuru Ist Österreich deutsch?, která vyvolala značný ohlas (Rakousko v ní označil za zemi mlčení a oficiálního štěstí). Profiloval se jako liberální oponent Metternichova režimu. Opustil pak Rakousko. Pobýval ve Výmaru. V roce 1843 získal na univerzitě v Jeně (?)[ujasnit]. Od roku 1846 žil v Hamburku. Vydával politické letáky. Zároveň v Německu přestoupil ke starokatolické církvi (Franz byl narozen do římskokatolické rodiny), ale již v roce 1849 konvertoval k protestantům a od roku 1879 byl opět katolíkem.
Během revolučního roku 1848 se pak zapojil do politického dění. Vrátil se do Vídně a byl zvolen za Klosterneuburg poslancem celoněmeckého Frankfurtského parlamentu, kde patřil k představitelům liberální levice. Profiloval se jako stoupenec německého sjednocení a požadoval začlenění českých zemí do připravovaného celoněmeckého státu. Byl pozván do přípravného parlamentního Výboru padesáti. Karel Havlíček Borovský reagoval posměšnou Písní o tom německém parlamentě, s podtitulem Šuselka nám píše. František Palacký, rovněž pozvaný do Výboru padesáti, českou účast na Frankfurtském parlamentu odmítl.
Už v červenci 1848 ale Frankfurtský parlament opustil. Důvodem k rezignaci na poslanecký mandát ve Frankfurtu bylo to, že ve volbách roku 1848 byl zvolen na rakouský ústavodárný Říšský sněm. Zastupoval volební obvod Perchtoldsdorf v Dolních Rakousích. Uvádí se jako literát. Patřil ke sněmovní levici. Vynikal jako parlamentní řečník a pravidelně se slovně utkával s předáky českých poslanců. Během říjnové revoluce setrval ve Vídni. Pak na Říšském sněmu, jenž se mezitím přestěhoval do Kroměříže, působil jako vůdce opozice. Historik Otto Urban ho dokonce označuje za postavu stojící na sklonku roku 1848 v čele německých liberálů v parlamentu. V roce 1849 vydal politické vzpomínky Deutsche Fahrten.
Po porážce revoluce se vrátil k literární práci. Koncem roku 1852 byl ovšem úřady vykázán z Vídně a uchýlil se do Gainfarnu, pak žil krátce v Drážďanech. V 50. letech usiloval o založení vlastních novin, ale nerazil na nesouhlas úřadů. V roce 1859 patřil mezi zakladatele novinářského a spisovatelského spolku Concordia a byl jeho prvním prezidentem. Po obnovení ústavní vlády počátkem 60. let se opět vrátil do politiky. V letech 1861–1865 byl poslancem Dolnorakouského zemského sněmu. Na rozdíl od roku 1848 již ovšem nepatřil mezi nejvýznamnější politické aktéry. V letech 1862–1879 redigoval týdeník Die Reform. Záchvat mrtvice ho pak vyřadil z další publicistické práce. Sklonek života strávil v klášteře Heiligenkreuz.
Zatímco v době před rokem 1848 a během vlastního roku 1848 se profiloval jako opoziční demokrat a liberál, v 70. letech 19. století se postupně od této orientace odvracel a stával se představitelem konzervativního, slavjanofilského politického smýšlení. Jeho list Die Reform se profiloval jako tisková tribuna federalistického směru rakouské politiky. Český list Světozor ho 3. května 1872 hodnotil následovně: „Co ale Schuselkovi my Čechové nejvýše pokládáme, to jsou velké zásluhy, jaké si získal o uhájení dobrého jména českého vůbec a o uznání českého státního práva zvláště. Schuselka je Němec; o národu českém, o jeho snahách, o jeho zápase s mnohými protivníky, o jeho dobrých právech přirozených a zděděných referuje a píše takovým způsobem jako nejvěrnější syn národa českého; píše tak vřele a tak pádnými důvody, jaké diktovati může jenom nezvratné přesvědčení o právu a pravdě. Proto zvláště povinni jsme mu vděčností,(…) přejíce jednak jemu dlouhá ještě léta k blahodárné činnosti, jednak zase to očekávání vyslovujíc, kéž šlechetné jeho působení přinese zdárné ovoce.“